# Gonatocerus cubensis
Gonatocerus cubensis är en stekelart som beskrevs av Dozier 1932. Gonatocerus cubensis ingår i släktet Gonatocerus och familjen dvärgsteklar. Inga underarter finns listade i Catalogue of Life.